# Cuisiniers connus au Moyen Âge et à la Renaissance en Europe

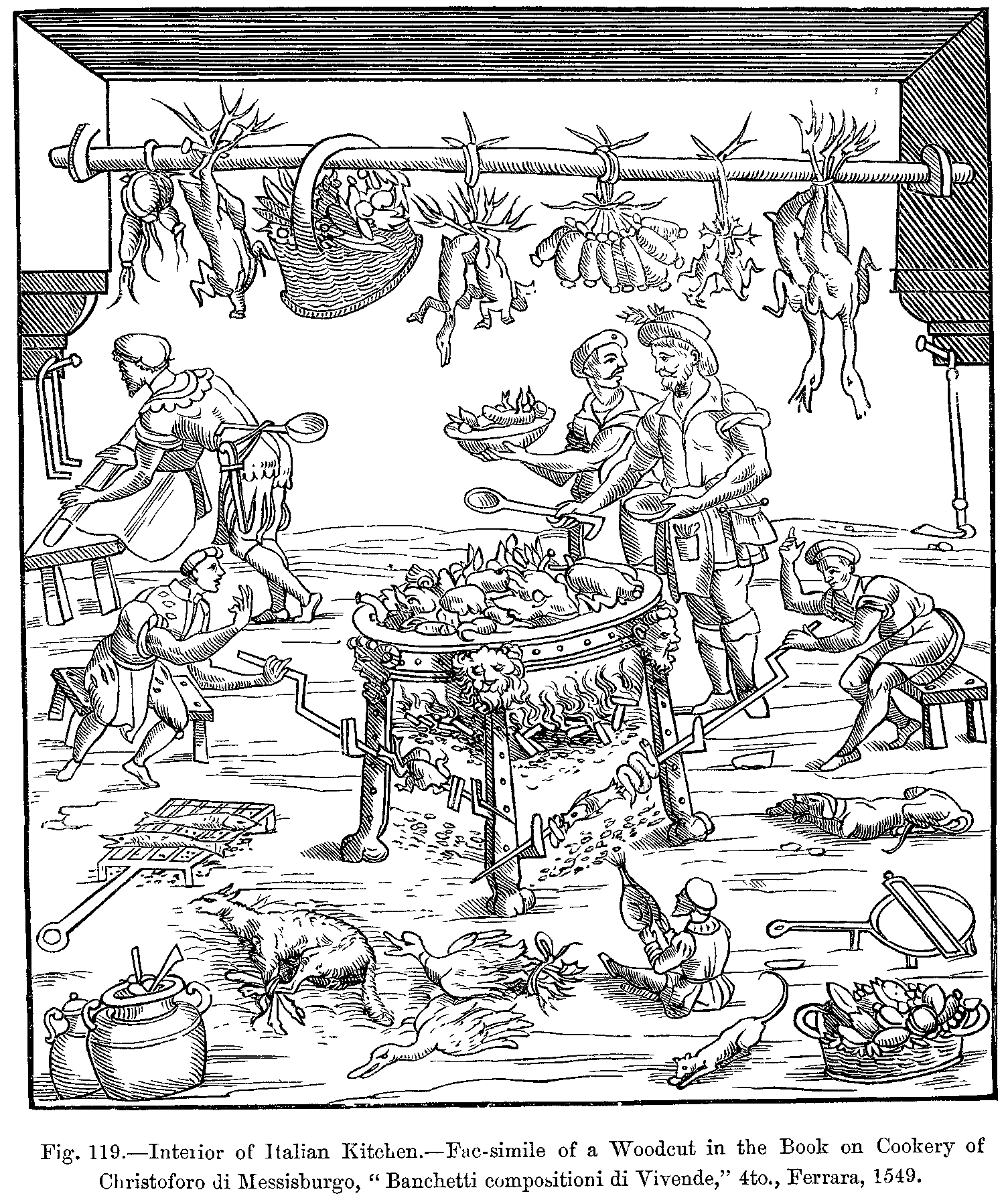
Intérieur de cuisine italienne, fac-similé de gravure sur bois, auteur inconnu, du livre de cuisine de Cristoforo da Messisbugo, Banchetti compositioni di Vivende (1549).

Au moins une dizaine de cuisiniers de l'Europe médiévale et de la Renaissance sont connus par leurs ouvrages : chronologiquement, Guillaume Tirel dit Taillevent (Le Viandier), maître Chiquart (Du fait de cuisine), Jean de Bockenheim (Registrum coquine), maestro Martino (Libro de arte coquinaria), Robert de Nola (Libre del coch), maître Eberhard (Kochbuch Meister Eberhards)), Marx Rumpolt (Ein new Kochbuch), Cristoforo da Messisbugo (Banchetti), Bartolomeo Scappi (Opera), Lancelot de Casteau (Ouverture de cuisine).

## XIVesiècle
- Guillaume Tirel (vers 1320-1395) dit « Taillevent ». Au service de Charles VI à partir de 1381, il devient maistre des garnisons de cuisine du Roi en 1392. Il existe actuellement quatre versions de son livre de cuisine, le Viandier : le manuscrit de la Bibliothèque nationale composé vers 1380 d'après Jérôme Pichon, le manuscrit du Vatican (première moitié du XVe siècle) appartenant au fonds de la reine Christine de Suède, le manuscrit de la bibliothèque Mazarine (Paris, XVe siècle), et un texte imprimé en 1486 (?) et réédité jusqu'en 1604. En réalité, ces différentes versions du Viandier sont des réécritures du manuscrit de Sion (publié en 1953). Ce parchemin, qui date d'avant la naissance présumée de Taillevent, a été trouvé dans la bibliothèque cantonale du Valais, en provenance de la bibliothèque Supersaxo (fin XIIIe).
- Francesc Eiximenis (1337-1409). Sous le titre Com usar bé de beure e menjar ont été publiés les chapitres écrits par le grand auteur catalan relatifs à l'art de manger, boire et servir à table. Il donne des indications sur le rythme des repas, le choix des aliments et les règles de politesse à table[1].

## XVesiècle

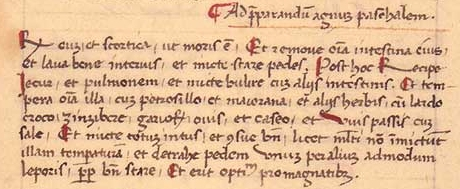
Extrait du Registrum coquine, de Johannes Bockenheim (Jean de Bockenheim), no 28 : Ad praeparandum agnum paschalem, MS Paris, BNF.

- Maître Chiquart, cuisinier du duc Amédée VIII de Savoie, a écrit en 1420 Du fait de cuisine. Ce texte, qui nous est connu par le manuscrit S 103 de la Bibliothèque cantonale du Valais à Sion, provenant de la bibliothèque de l'évêque Supersaxo (XVe siècle), a été transcrit par Terence Scully et édité par la revue Vallesia en 1985. Contrairement aux autres livres de cuisine, Du fait de cuysine présente ses recettes sous forme de menus pour jours gras et jours maigres. Le texte de maître Chiquart est caractérisé par sa musique répétitive, le souci de propreté et de précision du cuisinier.
- Jean de Bockenheim, cuisinier allemand du pape Martin V, il a écrit un manuscrit en latin intitulé Registrum coquine vers 1430. Après avoir quitté le service du pape à Rome, Jean de Bockenheim a poursuivi une carrière ecclésiastique dans les diocèses de Worms et Mayence.
- Maestro Martino, originaire de Côme, maître queux du patriarche d'Aquilée, il a écrit Libro de arte coquinaria à Rome, vers 1450. Maestro Martino est un exemple de la circulation des idées en Europe médiévale : ce cuisinier italien a été influencé par le livre catalan Sent Sovi et son livre a influencé le cuisinier catalan Robert de Nola. Une partie des recettes de Martino ont été reprises par Platine dans son livre De honesta voluptate. Entre 1516 et 1606, il y a eu 16 éditions pirates du livre de Martino, sous le faux nom de Opera nuova chiamata Epulario, attribué à un certain maestro Giovanni Rosselli.

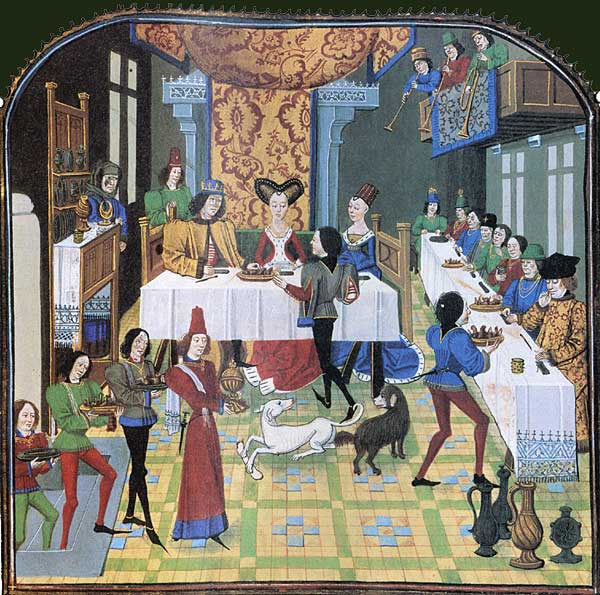
Banquet de noces, enluminure extraite du livre de Philippe Camus : Histoire d'Olivier de Castille et d'Artus d'Algarbe (XVe siècle).

- Robert de Nola, maître queux de Ferdinand Ier (roi de Naples de 1458 à 1494), a écrit le Libre del coch vers 1477. C'est le premier livre de cuisine imprimé en catalan, édité dans cette même langue à Barcelone, en 1520 et en  1520 et en castillan à Tolède, en 1525. Mestre Robert ou Rupert de Nola, qui vivait en Italie, a été influencé par la cuisine catalane du Sent Sovi et par les recettes italiennes de maestro Martino.

- Maître Eberhard, maître queux d'Henri le Riche, duc de Bavière-Landshut, cuisinier cultivé et préoccupé de diététique, a écrit en allemand Das Kochbuch Meister Eberhards (« Le Livre de cuisine de maître Eberhard ») à la première moitié du XVe siècle.
- Marx Rumpolt, cuisinier à la cour de Saxe et maître queux du prince électeur de Mayence, Daniel Brendel von Homburg, a écrit Ein new Kochbuch comportant plus de 2 000 recettes de cuisine ; ouvrage édité à Francfort en 1581.

## XVIesiècle
- Cristoforo da Messisbugo (fin du XVe siècle-1548), écuyer tranchant à la cour de Ferrare, a écrit Banchetti, composizioni di vivande e apparecchio generale allo Illustrissimo e Reverendissimo Signore, il Signor Don Ippolito da Este, cardianal di Ferrara ; publié à Ferrare en 1549, un an après sa mort.

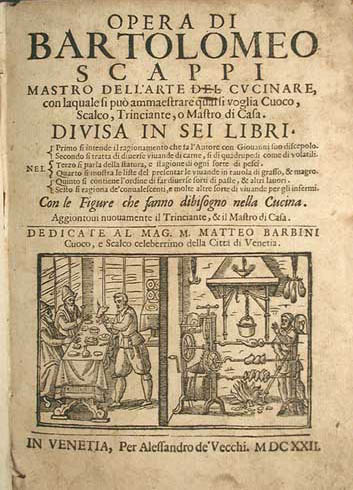
Opera di Bartolomeo Scappi, Mastro dell'Arte del Cucinare […], exemplaire édité en Vénétie par Alessandro de Vecchi (1622).

- Bartolomeo Scappi, cuisinier au palais pontifical pendant plus de 30 ans, a écrit Opera (publié à Venise en 1570), comportant 6 livres et une annexe avec planches décrivant une cuisine et son équipement. L'ouvrage comprend plus de 1 000 recettes avec indications sur les produits, l'approvisionnement et les spécialités régionales.
- Lancelot de Casteau, « maistre cuisinier de trois princes de Liège », a écrit en français, en 1585, Ouverture de cuisine, publié en 1604. De nombreuses recettes semblent d'inspiration italienne : prédominance de la cannelle et du sucre, présence du parmesan. Plusieurs recettes font référence à l'Espagne, l'Angleterre, l'Irlande, la Hongrie, le Portugal et la Catalogne. On constate un emploi modéré d'épices, l'utilisation du beurre et de la crème.